# فيلهلم هيرتسوغ
فيلهلم هيرتسوغ (بالألمانية: Wilhelm Herzog)‏ هو مؤرخ الفن ألماني، ولد في 12 يناير 1884 في برلين في ألمانيا، وتوفي في 4 أبريل 1960 في ميونخ في ألمانيا.

## وصلات خارجية
- ويلهلم هيرزوغ على موقع IMDb (الإنجليزية)
- ويلهلم هيرزوغ على موقع مونزينجر (الألمانية)
- ويلهلم هيرزوغ على موقع أول موفي (الإنجليزية)
- ويلهلم هيرزوغ على موقع كينوبويسك (الروسية)